# Neotheropoda
Neotheropoda (što znači „novi teropodi“) je klada koja uključuje celofizoide i naprednije teropodne dinosauruse, i jedina je grupa teropoda koja je preživela događaj izumiranja trijasa i jure. Svi neoteropodi su izumrli do kraja ranog jurskog perioda osim Averostra.

## Klasifikacija
Neotheropoda je imenovao Robert T. Baker 1986. kao grupu koja uključuje relativno izvedene podgrupe teropoda Ceratosauria i Tetanurae, isključujući celofizoide. Međutim, većina kasnijih istraživača je koristila ovaj naziv da označi širu grupu. Neotheropoda je prvi put definisana kao klada od strane Pola Serenoa 1998. godine kao Coelophysis plus moderne ptice, što uključuje skoro sve teropode osim najprimitivnijih vrsta. Dilophosauridae se ranije smatrala malom kladom unutar Neotheropoda, ali se kasnije smatralo da je parafiletska.